# Acizzia wittmeri
Acizzia wittmeri är en insektsart som beskrevs av Burckhardt 1981. Acizzia wittmeri ingår i släktet Acizzia och familjen rundbladloppor. Inga underarter finns listade i Catalogue of Life.